# Вікснін Сіман Оттович
Сіман (Сімон-Лінгард) Оттович Вікснін (нар. 1887, садиба Аболінг Літенської волості Валкського повіту Ліфляндської губернії, тепер Латвія — 21 листопада 1968, місто Рига, тепер Латвія) — радянський діяч, 1-й секретар Сталінградського міського комітету ВКП(б), член ВЦВК. Член Центральної контрольної комісії ВКП(б) у 1924—1934 роках.

## Життєпис
Народився в бідній селянській родині вихідців з Брантської волості Венденського повіту Ліфляндській губернії. Батьки наймитували в поміщиків. У родині Віксніна було чотири брати і чотири сестри.
У 1893—1900 роках — підпасок, пастух у літній період. У 1900—1905 роках — робітник на льонопрядильній фабриці в маєтку барона Вольфа в місцевості Стамернен.
У 1905 році — учасник збройного повстання проти барона Вольфа в Ліфляндській губернії. При наступі каральної експедиції переховувся в лісах разом зі старшим братом.
У 1909—1911 роках — молотобоєць металевого заводу в Санкт-Петербурзі. У 1911 році звільнений з роботи за участь у революційному русі, зарахований в «списки неблагонадійних», виїхав із Санкт-Петербурга.
Член РСДРП(б) з 1912 року.
У 1912—1913 роках — молотобоєць заводу «Фенікс» міста Риги. У 1913 році звільнений з роботи за організацію першотравневої демонстрації 1913 року, працював в різних кустарних майстернях. З 1915 по 1916 рік працював у місті Самарі, входив до Самарської організації РСДРП(б).
У 1916 році заарештований, в 1917 році засуджений до адміністративного заслання Іркутськ. У березні 1917 року амністований.
З квітня 1917 року — член правління Самарської Спілки робітників-металістів, гласний Самарської міської Думи за списком більшовиків. У 1917 році — голова Самарської губернської ради фабрично-заводських комітетів.
У 1917—1918 роках — голова заводського комітету Самарського міського підприємства із постачання та спорядження армії; 
Весною 1918 року — голова Поволзького обласного бюро Всеросійської Спілки робітників-металістів у місті Саратові.
З весни по літо 1918 року — учасник оборони міста Самари від військ білочехів. Влітку 1918 року втік з оточення до Саратова, організував роботу Поволзького обласного бюро Всеросійської Спілки робітників-металістів в тилу Царицинського фронту. У 1918—1919 роках — член ЦК Всеросійської Спілки металістів.
У 1918 році — голова виконавчого комітету Орловської губернської ради.
На початку 1919 року відкликаний до Москви для боротьби проти меншовиків в профспілках. У 1919 році направлений ЦК РКП(б) у розпорядження Революційної військової ради республіки: особливоуповноважений з важливих завдань в районі дії Волзької військової флотилії.
У 1919—1920 роках — уповноважений Казанської губернської промислово-військової ради.
У 1920—1921 роках — завідувач економічного відділу Самарської губернської Ради профспілок.
22 червня 1922 — 1923 року — голова Самарської губернської ради народного господарства.
У 1923 році — заступник голови Самарської губернської Економічної наради.
У листопаді 1923 — травні 1924 року — завідувач Самарського губернського управління робітничо-селянської інспекції.
2 березня 1924 року пленум Самарського губернського комітету РКП(б) ухвалив рішення обрати Віксніна відповідальним секретарем Самарського губернського комітету РКП(б) та просив ЦК РКП(б) про затвердження. 6 березня 1924 року пленум Самарського губернського комітету РКП(б) погодився із самовідводом Віксніна з посади відповідального секретаря губернського комітету РКП(б). 
У 1924—1928 роках — завідувач металевої секції Народного комісаріату робітничо-селянської інспекції СРСР — Центральної контрольної комісії РКП(б) (ВКП(б)).
У 1928 — червні 1930 року — голова Нижньо-Волзької крайової контрольної комісії ВКП(б) — начальник крайового управління робітничо-селянської інспекції.
У червні 1930 — 1931 року — 2-й секретар Нижньо-Волзького крайового комітету ВКП(б).
У серпні 1931 — березні 1935 року — відповідальний (1-й) секретар Сталінградського міського комітету ВКП(б).
З серпня 1935 по 1940 рік — не працював за станом здоров'я, близько двох років перебував на лікарняному лікуванні. Переніс переніс операцію з видалення частини легені в Кремлівської лікарні Москви, інвалід 2-ї групи.
У 1939 році виключений із ВКП(б) «за зв'язок з ворогами народу».
З серпня 1940 по 1941 рік — слюсар-механік з ремонту друкарських машинок і арифмометрів в механічній майстерні артілі імені Ілліча інвалідної кооперації міста Сталінграда. З 1941 по 23 серпня 1942 року — робітник артілі «Годинникар» промислової кооперації міста Сталінграда.
23 серпня 1942 року пішов пішки з Сталінграда під бомбардуваннями німецьких військ, пройшов близько 200 км до села Палласовка. Працював робітником Ново-Краматорського заводу імені Сталіна, що був евакуйований в місто Електросталь Московської області. Внаслідок загострення захворювань переведений в будинок інвалідів.
Після одужання — механік з ремонту друкарських машинок на заводі точної механіки тресту місцевої промисловості Комінтернівського району міста Москви.
З 1945 року — персональний пенсіонер.
Влітку 1954 року поновлений в КПРС за рішенням КПК при ЦК КПРС з встановленням партійного стажу з 1912 року.
Помер 21 листопада 1968 року.

## Нагороди
- орден Леніна
- медалі